# Fritz Kuchen
Fritz Kuchen (* 10. September 1877; † 26. Mai 1973 in Winterthur) war ein Schweizer Sportschütze.

## Karriere
Von Beruf ursprünglich Maschinenmechaniker führte Fritz Kuchen ab 1913 als Büchsenmacher seine eigene Büchsenwerkstatt.
Sportlich trat er 1893 mit 16 Jahren als Vertreter der Sektion Veltheim am Zürcher Kantonalturnfest in Erscheinung. Um die Jahrhundertwende trat er der Stadtschützengesellschaft Winterthur bei. 1907 gewann er das Eidgenössische Schützenfest in Zürich. Bei Weltmeisterschaften gewann Kuchen zwischen 1912 und 1929 insgesamt acht Medaillen. Neben einer Silbermedaille und zwei Bronzemedaillen wurde er fünfmal Weltmeister: im Dreistellungskampf mit dem Freien Gewehr sicherte er sich im Mannschaftswettbewerb 1912 in Biarritz, 1914 in Viborg und 1927 in Rom die Titelgewinne. Zudem belegte er 1912 mit dem Armeegewehr im Einzel des Dreistellungskampfes ebenso den ersten Platz wie 1929 in Stockholm mit dem Kleinkalibergewehr im Stehend-Anschlag in der Mannschaftskonkurrenz.
Fritz Kuchen nahm an den Olympischen Spielen 1920 in Antwerpen in sieben Disziplinen teil. Im Dreistellungskampf mit dem Freien Gewehr verpasste er in der Einzelkonkurrenz mit 961 Punkten zwar eine vordere Platzierung, erreichte in der Mannschaftskonkurrenz aber dafür den Bronzerang. Kuchen war mit 961 Punkten der beste Schütze der Schweizer Mannschaft, die neben ihm noch aus Gustave Amoudruz, Ulrich Fahrner, Werner Schneeberger und Bernhard Siegenthaler bestand. Gemeinsam mit Eugene Addor, Joseph Jehle, Werner Schneeberger und einem weiteren Sportschützen mit Familiennamen Weibel belegte er im Mannschaftswettbewerb mit dem Armeegewehr über die kombinierte 300- und 600-Meter-Distanz hinter der US-amerikanischen und der norwegischen Mannschaft ebenfalls den dritten Rang, womit er sich die Bronzemedaille sicherte. Mit 111 Punkten war Kuchen dabei der viertbeste Schütze der Mannschaft. Die Mannschaftskonkurrenzen mit dem Armeegewehr schloss er im liegenden Anschlag über 300 m auf dem vierten Platz, im liegenden Anschlag über 600 m auf dem sechsten Platz und im stehenden Anschlag über 300 m auf dem achten Platz ab. Im Einzelwettkampf im liegenden Anschlag erzielte Kuchen wie drei weitere Schützen mit 59 Punkten das zweitbeste Ergebnis des Wettbewerbs hinter Olympiasieger Otto Olsen. Im anschliessenden Stechen sicherte sich Léon Johnson die Silbermedaille mit 58 Punkten, während Kuchen mit 57 Punkten Bronze gewann. Vilho Vauhkonen und Achille Paroche erzielten beide lediglich 56 Punkte.
Noch im Alter von 90 Jahren gewann Kuchen das Jubiläumsschiessen in Winterthur mit freier Waffe liegend gegen 1200 weitere Teilnehmer. Kuchen verstarb im Alter von 95 Jahren am 26. Mai 1973 in Winterthur.